# Vivendi
Vivendi SA (Euronext VIV) —anteriorment conegut com a Vivendi Universal— és una corporació empresarial francesa d'entreteniment electrònic com pot ser música, televisió i cinema, però també es dedica a la distribució, telecomunicació, la Internet com també els videojocs.
Vivendi Games inclouen Blizzard Entertainment, creadors de World of Warcraft, Diable, StarCraft i Warcraft; Sierra Entertainment, que agrupa a Radical Entertainment, Swordfish Studios, High Moon Studios i Massive Entertainment; Vivendi Games Mobile i Sierra Online, i en 2018 va vendre les seves participacions d'Ubisoft.
World of Warcraft de Blizzard és un dels jocs de rol massius en línia més populars, amb més de 6,5 milions de clients a tot el món fins al maig de 2006. El bagatge de Blizzard inclou nou primers llocs per nombre de vendes i múltiples guardons de "Joc de l'any".